# غار نمایشی
]]

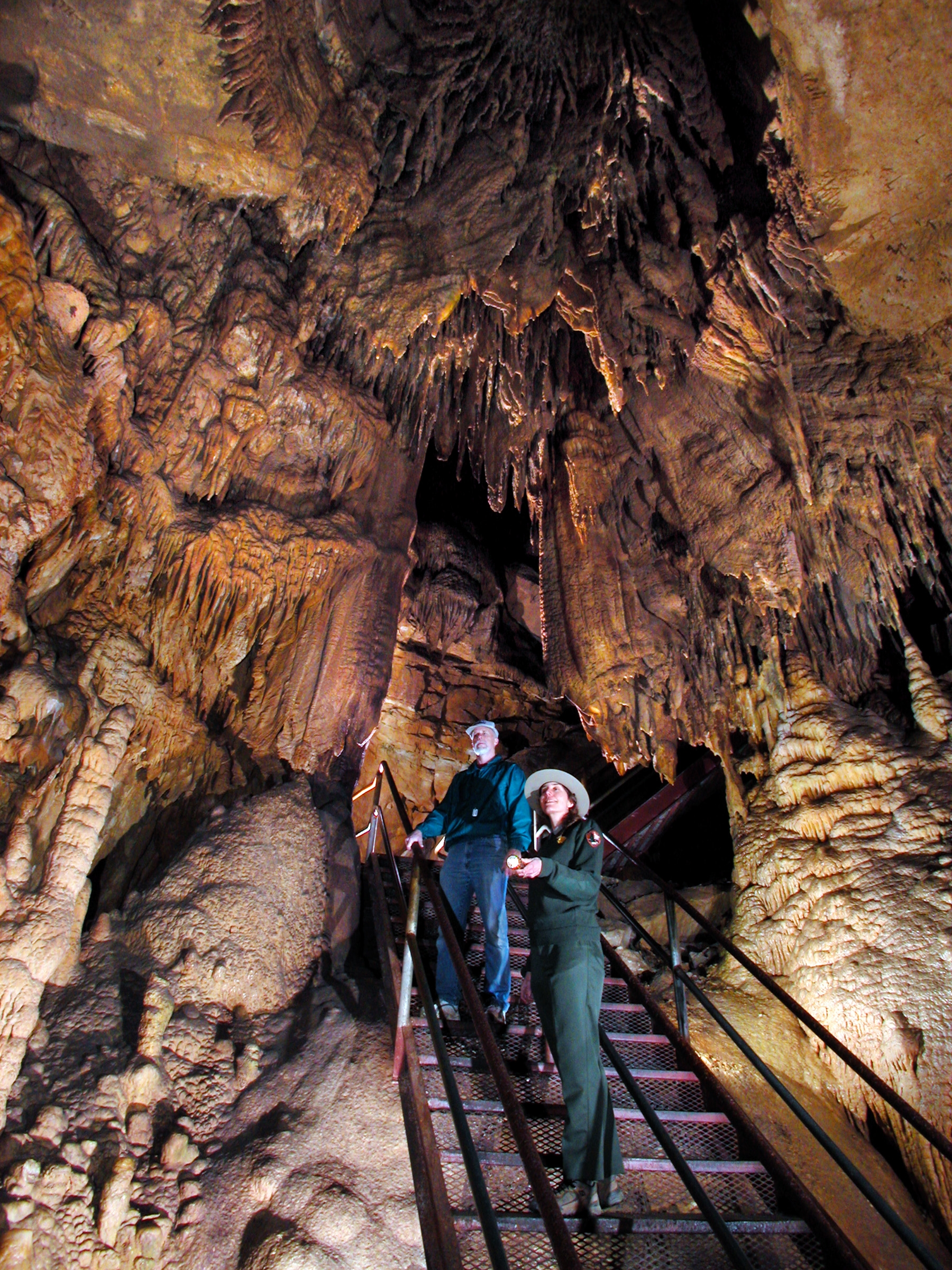
یک بازدید کننده و راهنمایش در پلکان پی‌درپی در غار ماموت، ایالات متحده

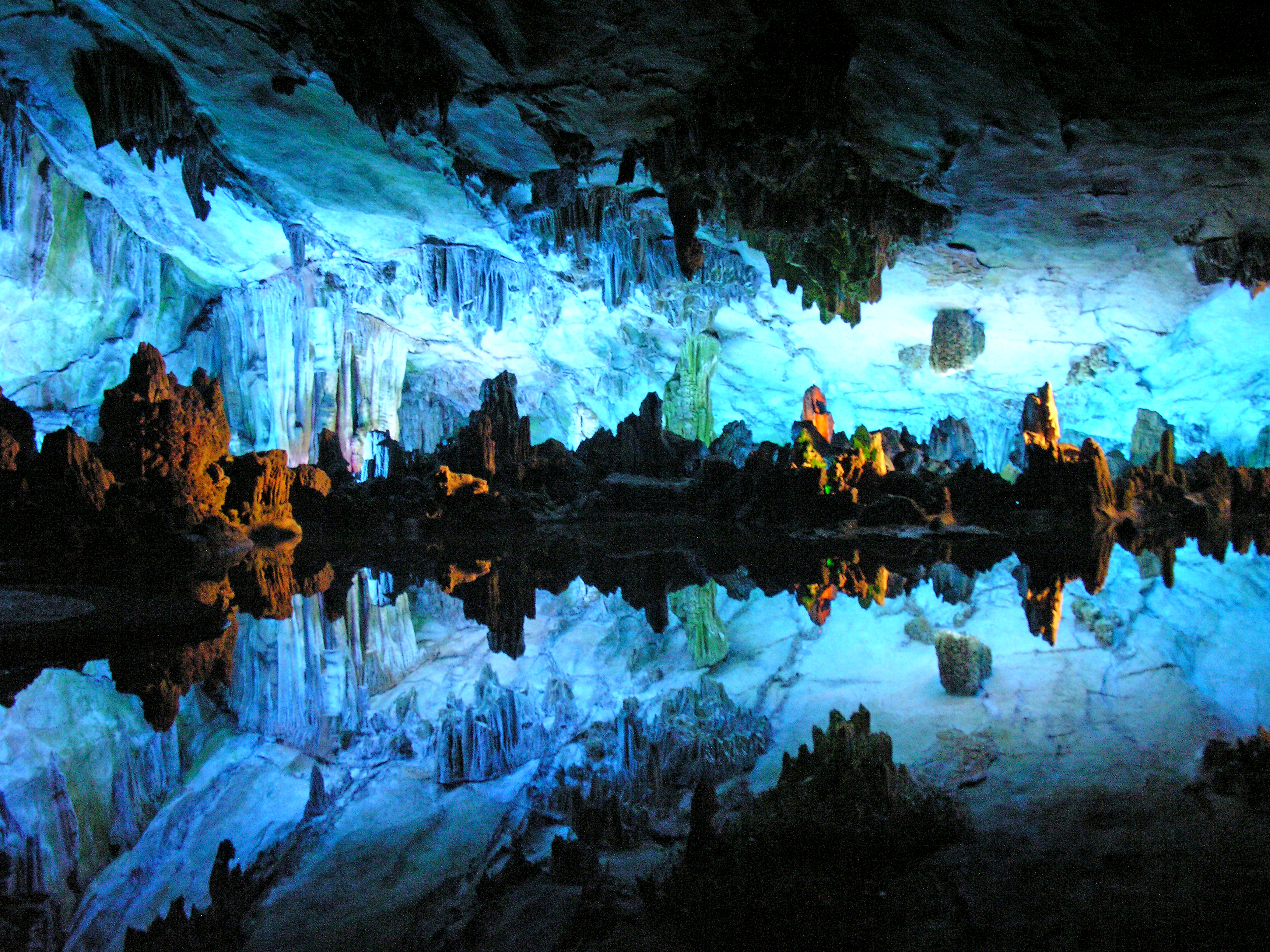
نمایش هم‌تافت مصنوعی دریاچهٔ غار در غار فلوت رید، چین

غار نمایشی (انگلیسی: Show cave) - غار گردشگری، غار عمومی و در ایالات متحده، غار تجاری نیز نامیده می‌شود - غاری است که برای بازدیدهای با راهنما در دسترس عموم قرار گرفته‌است.

## تعریف
غار نمایشی غاری است که برای بازدیدهای همراه با راهنمای توضیح در دسترس عموم قرار گرفته‌استref>Jennings Joe N، جایی که، برابر تعریف انجمن غارهای نمایش بین‌المللی یک غار به عنوان خلأ طبیعی در زیر سطح زمین تعریف می‌شود.
غارهای نمایشی ممکن است توسط دولت یا یک سازمان تجاری اداره شوند و معمولاً با پرداخت هزینهٔ ورودی در دسترس عموم قرار گیرد. برخلاف غارهای وحشی، آنها ممکن است دارای ساعات کاری منظم، تورهای گروهی راهنما، مسیرها و پله‌های ساخته شده، نور مصنوعی رنگی و سایر روشنایی‌ها باشند.
اصطلاح غار نمایشی در بین ملت‌ها به گونه‌ای ناسازگار با هم استفاده می‌شود: بسیاری از کشورها تمایل دارند همهٔ غارهایی را که برای بازدید عموم آزاد هستند «غار نمایشی» نشان دهند. با این حال، غارهای بسیاری وجود دارد که با مسیرهای پیاده‌روی، نور و تورها توسعه نیافته‌اند و افراد زیادی از آنها بازدید می‌کنند. اینگونه غارهایی غالباً غاری «نیمه وحشی» نامیده می‌شود. دسترسی ممکن است شامل هر چیزی بین یک راه‌پیمایی آسان تا کوهنوردی خطرناک باشد. بیشتر حوادث غار در این نوع غارها اتفاق می‌افتد، زیرا بازدیدکنندگان مشکلات و خطرات را دست کم می‌گیرند.